# Отрежь кусок
«Отрежь кусок» — Cut Piece перформанс концептуальной художницы Йоко Оно — «исследовательницы» концептуального искусства и искусства перформанса. Новаторская работа ‘’’Отрежь кусок’’’ была впервые представлена в 1964 году в токийском центре искусств Согетцу (Sogetsu).
В названии этого перформанса есть простое, но обладающее разрушительной силой слово, которое звучит как инструкция к применению: «Отрежь». Стоявшая у истоков перформативного искусства, Йоко Оно стала одной из первых, кто стал включать в свои акции зрителя.
В ходе перформанса художница сидела на коленях в своем лучшем платье, перед ней лежали ножницы. Зрителям предлагалось подняться к ней на сцену и отрезать по кусочку ее одежды. Некоторые подходили и отрезали небольшие фрагменты юбки или блузки, другие же смело надрезали бретельки бюстгальтера и срезали куски одежды. В установленной коммуникации зритель вмешивался в личное пространство исполнителя перформанса, в то время как художница символически приносила собственное тело в добровольную жертву, принимая на себя царящие в мире жестокость и насилие. В работе Йоко Оно женское тело, которое исторически было объектом эстетического созерцания трансформируется в жест политического действия против насилия, сексизма, расизма и эйджизма.
«Отрежь кусок» — это не только политический протест, но и работа, которая поднимает вопрос о природе взаимоотношений художника и зрителя. Одной из главных целей этой работы была бескорыстная отдача всего желаемого зрителям. Йоко Оно поясняет этот аспект так: «Я хотела, чтобы люди брали все, что они хотят, поэтому было очень важно сказать, что вы можете сделать отрезок в любом размере и любом месте.». Таким образом, происходит нивелирование отношений между аудиторией и автором. Вместо того чтобы давать публике то, что хочет дать художник, художник дает то, что хочет взять публика.
В 1965 она представила свой перформанс в Карнеги Холл, где он получил широкий резонанс и был встречен публикой более агрессивно. В следующий раз Йоко Оно представила этот же перформанс в Лондоне, где публика отнеслась к выступлению с большим энтузиазмом. В Киото один мужчина занес руку с ножницами над головой Йоко Оно, что, по её словам, «вызвало скорее смятение, нежели страх». При этом важную роль в поведении людей играл не столько социальный и культурный аспект, сколько национально-этнический. В Лондоне участники перформанса потребовали, чтобы художница была под охраной.
В 2003 году Йоко Оно повторила свой перформанс в Париже. На этот раз её работа была посвящена 11 сентября 2001 года. Эта работа — это призыв к миру и демонстрация политической ситуации. «В 60-х я делала это из злости. Сейчас я делаю это из любви — и это очень большая разница» — сказала позднее Оно в одном из своих интервью.